# Tetrops warnckei
Tetrops warnckei — вид жесткокрылых из семейства усачей.

## Распространение
Распространён на юге Турции.

## Описание
Жук длиной от 4 до 8 мм. Время лёта с апреля по июнь.

## Развитие
Жизненный цикл вида длится год. Кормовыми растениями являются различные лиственные породы.